# My Favorite Things
A My Favorite Things című dal Richard Rodgers és Oscar Hammerstein 1959-es szerzeménye. A muzsika hangja című musical egyik dala.

## A muzsika hangjábanelhangzott változat
A dalt először Mary Martin adta elő az eredeti broadwayi előadásban, majd később Julie Andrews énekelte az 1965-ös filmváltozatban.
A musicalben a dal szövege olyan dolgokra vonatkoznak, melyeket Mária szeret. Ezek közé tartoznak például a rózsára hulló esőcseppek, a kiscicák bajsza, a fényes réz vízforralók és a meleg egyujjas gyapjúkesztyűk. Ezek azok a tárgyak, melyekkel emlékezetét arra az időre megtölti, mikor rossz idők jönnek.
Az eredeti musicalben a dal a Főapátnő irodájában játszódik, mielőtt Máriát von Trapp kapitány családjához küldik, hogy legyen hét gyermekének felügyelője. Azonban a film forgatókönyv-írója, Ernest Lehman áttette a dal helyét, és ebben Mária a dalt a gyermekekkel énekli egy vihar ideje alatt egy szobában. Ekkor eredetileg a "The Lonely Goatherd" szerepel, de ezt a cserét számos rendező megcsinálja az adaptáció során, s az eredetileg itt szereplő dalt egy másik helyszínen használja fel.
A szöveg számos részének téli hangulata miatt ez karácsony környékén gyakran játszott dal, és gyakran szerepel karácsonyi szünethez kapcsolódó kiadványokon. Mindez annak ellenére igaz, hogy eredetileg egy nyári vihar alatt játszódik a dal.
A melódia első részének elkülöníthető hangzásvilága van, mivel csak dó, ré és szó hangokat használ.
Úgy tűnik, mintha a dal eredetije Edvard Grieg In the Hall of the Mountain King lenne, legalábbis ami a két dal egyszerűségét és moll előjegyzését illeti. Egyszerűen szólva a dalon lehet érezni a terror hatását. A boldog, optimista szöveg –"Krémszínű pónik és ropogósra sült almás rétes" – csak a mélyben meghúzódó félelmet leplező felszíni ellenpont. A dalt egy olyan fiatal nőnek írták, aki fél attól a felelősségtől, mely rá fog hárulni a zárdán kívüli világban. A filmben megváltoztatták a dal helyét, itt Mária a von Trapp család hét gyermekének énekli a vihar alatt, de a dalban meghúzódó rettegés még itt is erőteljesen észrevehető.

## Más változatok
A dal 1968-ban Herb Alpert & The Tijuana Brass feldolgozásában sláger lett az A&M 1001 (45rpm) listán. A dal egy jazz alapdal lett, és olyan eltérő művészek adták már elő, mint John Coltrane, Stanley Jordan, Grant Green, Alice Coltrane, Carmen Lundy, Dave Brubeck, Bill Evans, McCoy Tyner, Kenny Rogers, Stringmansassy, Tanya Tucker, The Derek Trucks Band, Rod Stewart, Sarah Vaughan, The Supremes, Brian Setzer, Me First and the Gimme Gimmes, André 3000 of OutKast, Kimiko Itoh, Big Brovaz, Tony Bennett, Sun Ra, 2Pac, Barbra Streisand, Tennessee Ernie Ford, Andy Williams, The Lennon Sisters, Lorrie Morgan, Luther Vandross, Dave Koz, Vanessa-Mae, Tartan Specials, Amanda Palmer, Béla Fleck, Uehara Hiromi, The Pete King Chorale, Trisha Yearwood és Connie Talbot. Coltrane ugyanilyen címen megjelent lemeze számos szempontból mérföldkőnek számított a jazz történelmében. többek között azért, mert ismét bevezette ebbe a műfajba a szopránszaxofont. Az egyik legjobb énekes előadása a dalnak Al Jarreau nevéhez és első, 1965 című lemezéhez kötődik. A számot a Negativland mixercsoport 2005-ös No Business című albumukon jelent meg. A dalnak a The Lennon Sisters' által elénekelt változata szerepelt a Félelem és reszketés Las Vegasban című mű filmfeldolgozásában. A dal film elején más, az 1960-as éveket idéző képekkel összehozva jelenik meg. Egyes állítások szerint a My Favorite Things volt Michael Jackson legkedvesebb dala.

## Fordítás
- Ez a szócikk részben vagy egészben  a   My Favourite Things (song) című angol Wikipédia-szócikk ezen változatának fordításán alapul.  Az eredeti cikk szerkesztőit annak laptörténete sorolja fel. Ez a jelzés csupán a megfogalmazás eredetét és a szerzői jogokat jelzi, nem szolgál a cikkben szereplő információk forrásmegjelöléseként.